# 트레오스
트레오스(영어: threose)는 4개의 탄소 원자가 포함된 단당류이고, 알데하이드기를 가지고 있는 알도스이며, 화학식은 C4H8O4이다. 트레오스란 이름은 D- 및 L-입체 이성질체를 언급하는데 사용될 수 있고, 일반적인 라세미 혼합물 뿐만 아니라 보다 포괄적인 입체화학적으로 명시되지 않은 트레오스의 구조에도 사용될 수 있다.
트레오스의 접두사 "트레오"(대응하는 부분입체 이성질체 에리트로스는 "에리트로")는 인접한 키랄 중심이 있는 일반적인 유기 구조를 설명하는 유용한 방법을 제공하는데, 접두사는 키랄 중심의 상대적인 입체배치를 지정한다. 피셔 투영식에서 D-트레오스를 나타낼 때, "트레오"로 언급되는 이성질체에서는 인접한 치환기가 같은 방향이고, "에리트로"로 언급되는 이성질체에서는 인접한 치환기가 서로 반대 방향이다.

## 같이 보기
- 트레온산
- 트레오스 핵산 (TNA, threose nucleic acid)